# Knut Felix von Willebrand

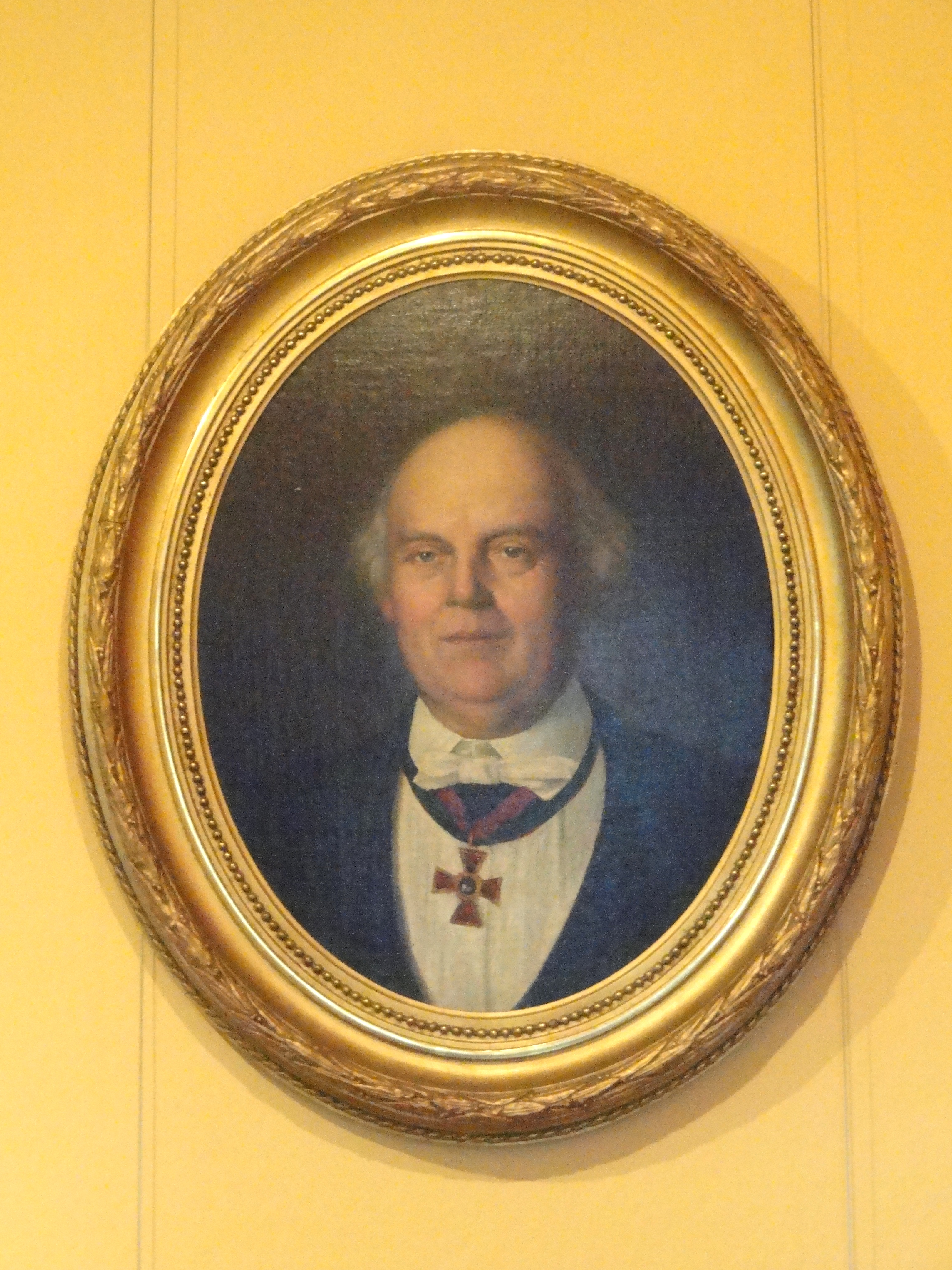
Knut Felix von Willebrand

Knut Felix von Willebrand (* 11. Juni 1814 in Uskela, Finnland; † 18. Januar 1893 in Helsinki) war ein finnischer Mediziner. 
1840 erwarb er in Helsinki seinen Dr. med. et chir. Von 1842 bis 1850 war er Oberarzt an der finnischen Marine. Ab 1843 war er Adjunkt der praktischen Medizin an der Universität. 1843/44 sowie von 1847 bis 1849 unternahm er Auslandsreisen. 1856 wurde er zum Professor der theoretischen und praktischen Medizin ernannt und 1874 emeritiert. 
Von 1863 bis 1885 war er stellvertretender General-Direktor des finnischen Medizinalwesens. Er war Mitglied der Gesellschaft Deutscher Naturforscher und Ärzte.